# Distretto di Shariatpur
Il distretto di Shariatpur è un distretto del Bangladesh situato nella divisione di Dacca. Si estende su una superficie di 1.174,05 km² e conta una popolazione di  1.155.824  abitanti (dato censimento 2011).

## Suddivisioni amministrative
Il distretto si suddivide nei seguenti sottodistretti (upazila):
- Shariatpur Sadar
- Damudya
- Naria
- Zajira
- Bhedarganj
- Gosairhat